# L'Affaire Dreyfus (film, 1899)
Pour les articles homonymes, voir L'Affaire Dreyfus.
Pour plus de détails, voir Fiche technique et Distribution.
L'Affaire Dreyfus est un film de procès muet français réalisé par Georges Méliès, sorti en 1899. Le film traite de manière réaliste de l'affaire Dreyfus, contemporaine de sa réalisation.

## Circonstances et argument
Le film est réalisé en 11 tableaux, début 1899, au moment du procès de Rennes.
En 1894, après son jugement militaire et sa dégradation infamante (on lui arrache ses épaulettes et l'on brise son sabre d'officier), transféré au bagne de l'île du Diable (Guyane) pour haute trahison (il aurait livré à l'ennemi prussien des documents classés secret défense), le capitaine Alfred Dreyfus est attaché à son lit chaque nuit. Le suicide du colonel Henry et sa lettre de confession permettent son retour en France et ouvrent la perspective d'un nouveau procès. À Rennes, l'accusé prépare sa défense avec l'avocat Fernand Labori, qui réchappe de peu d'un attentat. Le film se termine sur la conclusion du nouveau procès, tenu en 1899, où Dreyfus est reconnu coupable de trahison mais « avec circonstances atténuantes ».

## Fiche technique
- Titre : L'Affaire Dreyfus
- Réalisation : Georges Méliès
- Scénario : Georges Méliès
- Société de production : Star Film
- Production : Georges Méliès
- Sociétés de distribution :
  -  France : Georges Méliès
- Pays de production : France
- Langue originale : muet
- Format : Noir et blanc - 1,33:1 • 35 mm
- Genre : Historique
- Durée : 13 minutes
- Dates de sortie :
  - France : 1899 à Paris
  - États-Unis : 4 novembre 1899 à New York

## Interprétation
- Georges Méliès : Fernand Labori

## Contexte historique

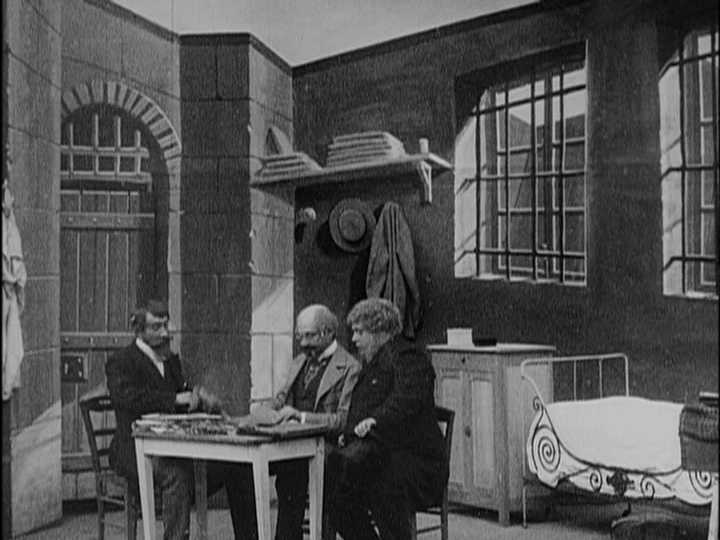
Scène Entrevue de Dreyfus et de sa femme (prison de Rennes). Méliès, à gauche, joue le rôle de Fernand Labori.

Entièrement tourné en octobre 1899, peu après le procès de Rennes, c'est-à-dire cinq ans seulement après les débuts de  « l'Affaire » (comme on l'appelle à l'époque, vu sa portée politique de première importance) qui divise la France en deux camps, ce film ouvertement « dreyfusard » reconstitue de manière chronologique et séquentielle des faits avérés.
Plusieurs années plus tard, le 12 juillet 1906, le jugement de 1899 est cassé, Dreyfus réintégré le lendemain dans l'armée, au grade supérieur, et le 21 juillet de la même année, nommé chevalier de la Légion d'honneur.

## Réception
Le film connaît le succès surtout à l'étranger, en Allemagne, en Italie et aux États-Unis. La réussite de cette production Star Film incite Pathé à se lancer dans l'actualité reconstituée, qui devient un genre dominant dans les années qui suivent.

## Analyse
Premier film d'une telle durée dans l'œuvre de Méliès, cette reconstitution d'une dizaine de minutes, qui fait de lui le premier cinéaste de l'affaire Dreyfus, est généralement considérée comme le premier film politique jamais réalisé,:
« L'Affaire Dreyfus est le premier film politique et militant. Un film qui tranche par sa gravité avec la carrière de l'illusionniste, jusque-là orientée vers la fantaisie et la farce. Méliès est convaincu de l'innocence du capitaine Dreyfus, accusé à tort d'intelligence avec l'ennemi et condamné aux travaux forcés, et il reconstitue avec réalisme plusieurs épisodes de “l'Affaire” qui divise les Français, partagés entre dreyfusards, plutôt de gauche, et antidreyfusards qui pensent que le capitaine Dreyfus est coupable de trahison avec l'Allemagne puisqu'il est juif. L'Affaire Dreyfus est une reconstitution jouée par des comédiens, il dure une dizaine de minutes et il est composé de plusieurs tableaux, annoncés par leur titre et mis bout à bout, Dégradation, Rencontre du prisonnier et de sa femme, L'Attentat contre son avocat, Suicide du colonel Henry... L'un des tableaux relate l'attentat qui faillit coûter la vie à Fernand Labori, l'avocat d'Alfred et de Lucie Dreyfus, puis d'Émile Zola qui avait publié le fameux “J'accuse”. »
Le film prend clairement position en faveur de Dreyfus. Lors des projections, certains spectateurs s'insultent, et vont même jusqu'à se battre.